# Gorafe
Gorafe es una localidad y municipio español situado en la parte septentrional de la comarca de Guadix, en la provincia de Granada, comunidad autónoma de Andalucía. Limita con los municipios de Gor, Guadix —incluido el enclave de Bácor-Olivar—, Villanueva de las Torres, Dehesas de Guadix y Freila.
La localidad se encuentra situada en la margen derecha del río Gor, junto a una zona muy escarpada formada por conglomerados. Sus alrededores se caracterizan por ser terrenos de tipo badlands denominado desierto de Gorafe dedicado al cultivo de cereales en aquellas zonas más fértiles.

## Toponimia
El actual nombre de la localidad proviene del nombre árabe de la alquería de Gaurab, nombrada con ese nombre en el siglo XII por el historiador árabe al-Idrisi como una de las pertenecientes al término de Guadix. El topónimo Gaurab significaría «cámaras altas» o «bajo la altura» y probablemente hacía referencia a las viviendas excavadas en la roca que se encuentran aún hoy en los acantilados de la localidad.

## Historia
A partir del 2700 a. C. la población comienza a sedentarizarse y adopta rituales funerarios complejos en los que destacan los dólmenes. En el parque megalítico de Gorafe, situado en las necrópolis del cañón del río Gor, se localiza uno de los testimonios más importantes de la cultura megalítica de la provincia de Granada. El parque megalítico de Gorafe supone una de las mayores concentraciones de dólmenes de toda Europa. A lo largo de 20 km, desde el poblado calcolítico de Las Angosturas hasta la confluencia con el río Fardes, se localizan más de 240 dólmenes distribuidos en diez necrópolis, pertenecientes a diversas tribus de ganaderos y agricultores asentadas en la región desde hace 6000 años.

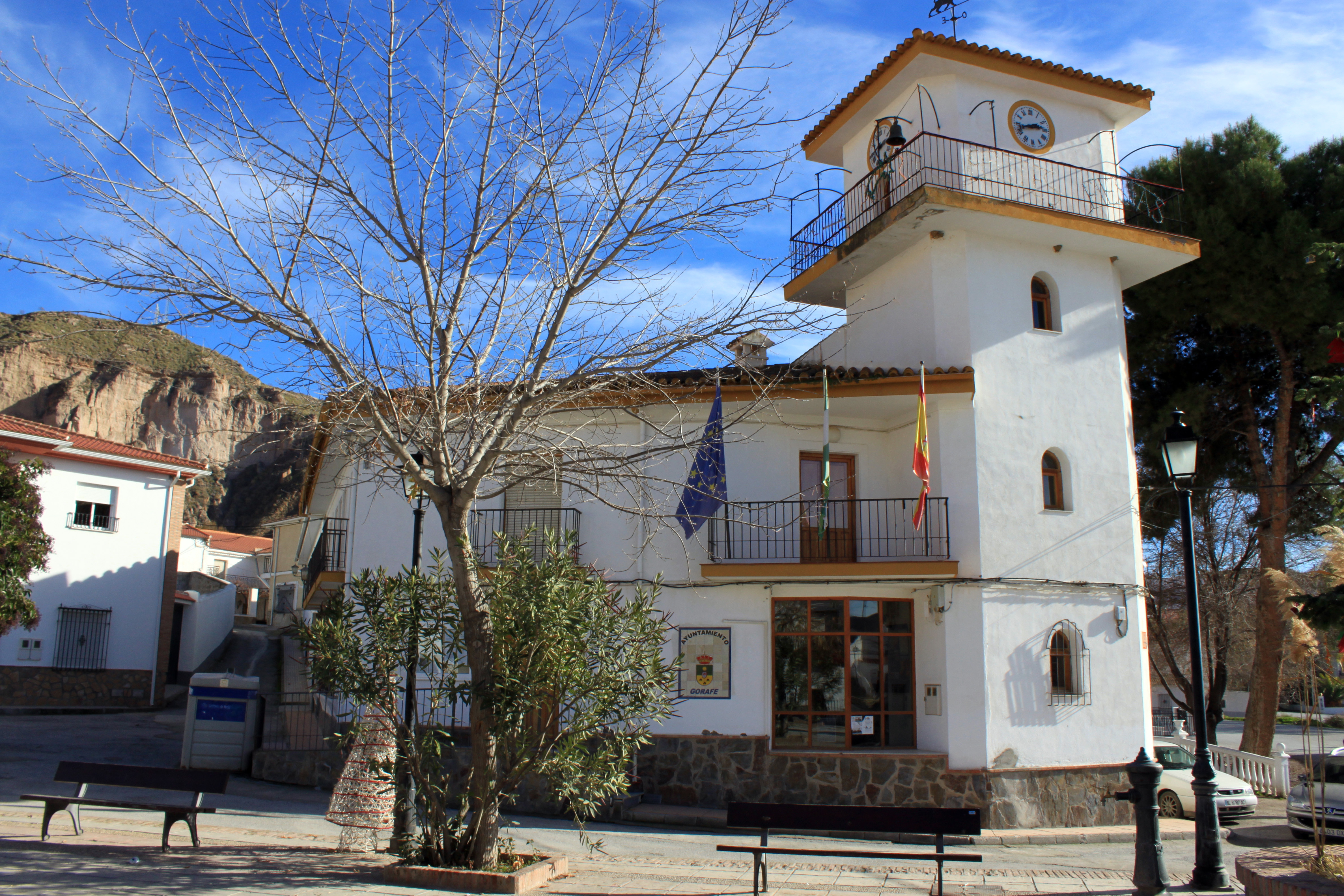
Ayuntamiento de Gorafe

La posterior llegada de pobladores pertenecientes a la cultura de El Argar, 1900 a. C. y de los iberos de la Edad de Hierro (1000 a. C.) y su establecimiento en los cercanos poblados de El Culantrillo, Las Angosturas y Montealegre supuso una continuidad en la construcción de monumentos funerarios a juzgar por el ajuar encontrado en alguno de los dólmenes.
La actual población tiene su origen en la Baja Edad Media con la invasión musulmana de la península ibérica. De la población almohade se conservan varios ejemplos de casas-cueva en la zona de Los Algarves.
Durante el periodo nazarí el municipio adquirió cierta relevancia al encontrarse en territorio de frontera. Aparecen en esta época las primeras referencias al castillo de la localidad, aunque es posible que éste fuera anterior. Gorafe fue conquistada en 1451 por los castellanos y su fortaleza y campos fueron entregados por los Reyes Católicos a Álvaro de Bazán y Quiñones para posteriormente ser vendidas. Gracias al eficaz sistema de riego desarrollado durante la época dominación árabe la zona fue un importante núcleo agrícola a partir del siglo XVI.

## Demografía
Gorafe cuenta con una población de 373 habitantes (INE 2024).
| Gráfica de evolución demográfica de Gorafe entre 1842 y 2021                                                        |
| |
| Población de derecho según los censos de población del INE Población de hecho según los censos de población del INE |

## Economía

### Evolución de la deuda viva municipal
| Gráfica de evolución de Deuda viva del Ayuntamiento de Gorafe entre 2008 y 2019                                |
| |
| Deuda viva del Ayuntamiento de Gorafe en miles de Euros según datos del Ministerio de Hacienda y Ad. Públicas. |

## Administración y política
Los resultados en Gorafe de las elecciones municipales celebradas en mayo de 2015 fueron:
| Elecciones Municipales - Gorafe (2015) | Elecciones Municipales - Gorafe (2015)                  | Elecciones Municipales - Gorafe (2015) | Elecciones Municipales - Gorafe (2015) | Elecciones Municipales - Gorafe (2015) |
| Partido político                       | Partido político                                        | Votos                                  | Votos                                  | Concejales                             |
| -------------------------------------- | ------------------------------------------------------- | -------------------------------------- | -------------------------------------- | -------------------------------------- |
|                                        | Partido Socialista Obrero Español (PSOE)                | 148                                    | 46,69 %                                | 4                                      |
|                                        | Agrupación de Electores Independientes de Gorafe (AEIG) | 71                                     | 22,40 %                                | 2                                      |
|                                        | Izquierda Unida (IU)                                    | 56                                     | 17,67 %                                | 1                                      |
|                                        | Partido Popular (PP)                                    | 26                                     | 8,20 %                                 | 0                                      |
|                                        | Vox                                                     | 14                                     | 4,42 %                                 | 0                                      |

## Lugares de interés
- El Parque megalítico de Gorafe con su centro de interpretación situado en la calle Granada de la localidad integra tres rutas, la ruta de Hoyas del Coquín, del Llano de Olivares y de las Majadillas que permiten la visita de hasta 37 dólmenes así como paneles informativos que facilitan su interpretación.[9]
- Los Algarves, o casas-cueva llamadas localmente como los covarrones son un grupo de viviendas y almacenes excavados en piedra de cronología incierta aunque probablemente almohades. Se organizan en tres niveles y destaca su carácter defensivo debido a lo inaccesible del terreno en el que se encuentran.[10]
- El castillo de Gorafe conserva poco de lo que debió ser, una fortificación con dos recintos rodeados por murallas y torres. Hoy sus restos pueden observarse en un cerro de la localidad con varios lienzos de muralla y torres de mampostería enfoscada fuertemente degradados por la erosión del cerro. En el centro del castillo se sitúa una estatua del Sagrado Corazón de Jesús contemporánea.[6]
- La fortaleza de El Cuervo se encuentra situada en la margen opuesta al castillo, enfrente de la población. Localizada en la cima de una peña esta fortaleza posee tres recintos de gran tamaño que según apuntan algunos investigadores podría ser el antiguo emplazamiento medieval de la localidad. Los restos conservados son escasos debido a la pérdida de varios parámetros por deslizamiento del terreno en el que se asienta.[11]
- La iglesia parroquial de la Asunción es un templo mudéjar del siglo XVI fuertemente remodelado en fechas posteriores. Se trata de la actual parroquia de la localidad.[12]